# Intersec
Intersec, the Journal of International Security — специализированное международное издание, основанное в 1991 году и посвящённое проблемам безопасности и противодействия терроризму. Выпускается с периодичностью 10 раз в год компанией Albany Media Ltd, штаб-квартира которой располагается в Лондоне, (Великобритания). Позиционирует себя как ведущий ежемесячный журнал, освещающий все общемировые аспекты, тенденции и угрозы международной безопасности, включая обсуждение региональной специфики на уровне тактики, стратегии и политики. Целевой аудиторией издания являются профессионалы в области права, посвященного вопросам безопасности. Начиная с 2011 года некоторые части журнала доступны в режиме онлайн.